# アルビールSC
アルビール・スポーツクラブ（アラビア語: نادي أربيل الرياضي、クルド語: یانەی وەرزشیی هەولێر、英: Erbil Sport Club）は、イラク北部のアルビールを本拠地とするサッカークラブである。イラク・プレミアリーグに所属する。アルビールでは、アルビールのクルド語発音であるヘウレールを用いてNadi Hewlêr (ナディ・ヘウレール)と呼ばれている。

## 概要
1968年に設立された。首都のバグダード以外に本拠地を置くクラブとしては有力であったものの、プレミアリーグでは長らく中位以下の成績で推移していた。しかし、2003年より開始されたイラク戦争をきっかけとしてバグダードのサッカークラブと入れ替わりで有力クラブ入りを果たす。以降、2007年から2012年までの6年間において、プレミアリーグで4回優勝している。

## スタジアム
アルビールSCは現在、収容人数40,000人のフランソ・ハリーリー・スタジアムをホームスタジアムとして利用している。このスタジアムは、現在バグダードのスタジアムが使用できない関係でサッカーイラク代表のホームスタジアムとしても利用されている。

## 獲得タイトル

### 国内タイトル
- イラク・プレミアリーグ：4回
  - 2006-07, 2007-08, 2008-09, 2011-12

## 現所属メンバー
注：選手の国籍表記はFIFAの定めた代表資格ルールに基づく。
| No. | Pos. |          | 選手名                     |
| --- | ---- | -------- | -------------------------- |
| 1   | GK   | イラク   | ネリマン・ケドハー         |
| 3   | DF   | イラク   | ヘルディ・シアマンド       |
| 4   | DF   | スペイン | ホルヘ・ゴトル             |
| 5   | DF   | イラク   | アリー・ファエズ・アティア |
| 6   | MF   | シリア   | ブルハン・サヒウニ         |
| 7   | MF   | イラク   | ハルグルド・ムラ・モハメド |
| 8   | MF   | イラク   | サイフ・サルマン           |
| 9   | MF   | イラク   | ハワル・ムラ・モハメド     |
| 10  | FW   | イラク   | アムジャド・ラーディー     |
| 11  | FW   | イラク   | ルアイ・サラーハ           |
| 12  | DF   | シリア   | ナディム・サバフ           |
| 13  | MF   | イラク   | キナン・ネマ               |
| 15  | DF   | イラク   | アマンジ・カリーム         |

| No. | Pos. |          | 選手名                     |
| --- | ---- | -------- | -------------------------- |
| 16  | MF   | イラク   | ミラン・ヘスロ             |
| 17  | MF   | イラク   | ナビール・サバー           |
| 18  | FW   | イラク   | ファルハン・シュコル       |
| 20  | MF   | イラク   | ムタナ・ハリド             |
| 21  | GK   | イラク   | サルハン・ムフシン         |
| 22  | GK   | イラク   | ジャラル・ハサン           |
| 23  | MF   | イラク   | コスラト・バイス・アリー   |
| 24  | FW   | スペイン | ボルハ・ルビアト           |
| 25  | MF   | イラク   | サアド・アブドゥルアミール |
| 27  | MF   | イラク   | タレブ・ラキーブ           |
| 28  | DF   | イラク   | カルド・ケヤニー           |
| 29  | FW   | イラク   | ナウザード・シルザード     |
| 30  | FW   | イラク   | ハイダル・カラマン         |

## 歴代監督
- Yahya Alwan 2004-2005
- Nadhim Shaker 2005-2007
- Akram Salman 2007-2008
- Thayer Ahmad 2008-2010
- Ayoub Odisho 2010-2011
- Nizar Mahrous 2012-2013

## 歴代所属選手
- アリー・レヘマ（英語版） 2006-2007
- サラーム・シャーキル（英語版） 2006-2008
- サーマール・サイード（英語版） 2007-2009
- ムスタファ・カリーム（英語版） 2006-2007
- ルアイ・サラーハ 2007-
- マフディー・カリーム（英語版） 2009-2013
- サアド・アブドゥルアミール 2010-
- クサイ・ムニール（英語版） 2011
- アムジャド・ラーディー 2011-
- ハワル・ムラ・モハメド 2013-